# 1re Convention nationale acadienne

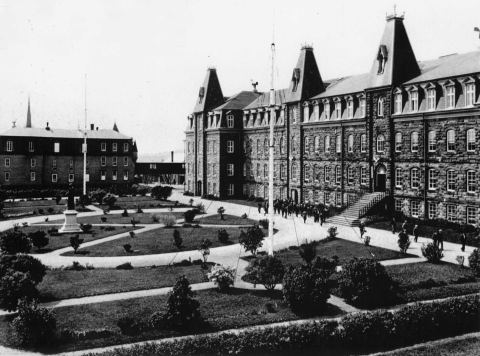
Le collège Saint-Joseph, où est organisée la convention.

La Ire Convention nationale acadienne a lieu du 20 au 21 juillet 1881 à Memramcook, au Nouveau-Brunswick (Canada). Près de 5 000 personnes assistent aux différentes cérémonies et commissions. Le comité organisateur est présidé par Pierre-Amand Landry, chef de file de l'élite acadienne et originaire du village. Il est secondé notamment par Pascal Poirier. Parmi les invités de marque figurent le ministre fédéral Hector-Louis Langevin et le juge Adolphe-Basile Routhier. Marcel-François Richard se démarque également par son influence dans les débats. Les commissions sont organisées selon cinq sujets: le choix d'une fête nationale, l'éducation, l'agriculture, la colonisation, l'immigration et le rôle de la presse. Trente pour cent des discussions tournent en fait autour de la définition d'un Acadien. Le débat le plus difficile tourne autour du choix de la fête nationale, qui donne le 15 août, jour de l'Assomption, vainqueur. Contrairement à une idée répandue, la Société nationale de l'Acadie n'y est pas fondée.

## Organisation

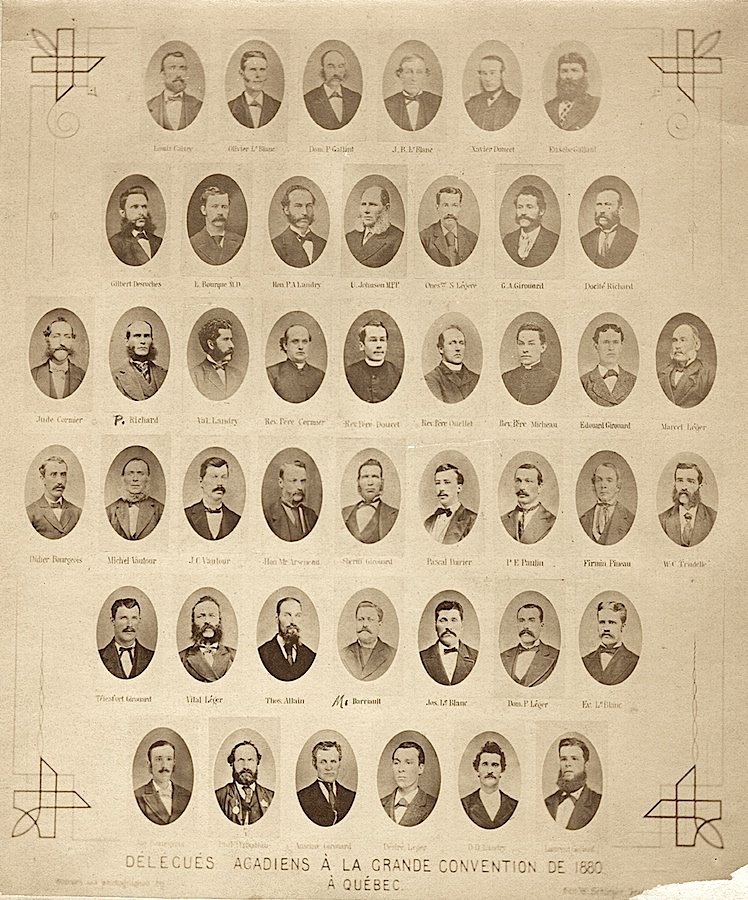
Délégués acadiens à la convention de 1880.

Pierre-Amand Landry, secondé de Pascal Poirier, prend la tête d'une délégation de près de cent Acadiens en 1880 pour la deuxième Convention générale des Canadiens français, à Québec. Une commission est même créée spécifiquement pour les Acadiens. Les organisateurs accueillent les Acadiens avec enthousiasme et souhaitent la création d'une identité commune pour les francophones nord-américains, notamment par l'adoption de la Saint-Jean-Baptiste ailleurs qu'au Québec, mais Pierre-Amand Landry dénonce dans un discours l'attitude paternaliste des Canadiens français face à l'Acadie. L'organisation de la première Convention nationale acadienne à Memramcook en 1881 est d'ailleurs décidée par les délégués acadiens.

## Déroulement
La convention nationale s'ouvre sur une messe célébrée à l'église Saint-Thomas au matin du 20 juillet par le père Marcel-François Richard. Un dîner est ensuite organisé au Collège Saint-Joseph, suivi en début d'après-midi d'un discours du père Camille Lefebvre et d'une bénédiction des cloches. L'ouverture officielle de la convention a lieu à quatre heures. La première séance de réunion des commissions est précédée d'un discours de l'honorable Sir Hector-Louis Langevin.
Au matin du 21 juillet a lieu la deuxième séance. La réception et la lecture du rapport sur l'éducation est suivie d'un discours de J.P. Rhéaume, celle du rapport sur l'agriculture par un discours de J.J.B. Chouinard et celle du rapport sur la colonisation par l'honorable A.P. Caron.
La troisième séance a lieu en après-midi. Le rapport sur le rôle de la presse y est lu, suivi d'un discours de l'honorable Sir Adolphe-Basile Routhier et de la présentation du rapport sur le choix d'une fête nationale.
La lecture de chaque rapport est suivie de résolutions. D'autres orateurs que ceux mentionnés ci-haut prennent la parole.
Cinq mille personnes répondent au rendez-vous mais seulement quelques centaines participent aux débats. La majorité des interventions proviennent d'une sorte d'élite intellectuelle formée de prêtres et de personnes issues des professions libérales. Le tiers des discussions tourne autour de la définition de ce qu'est un Acadien. L'un des débats les plus chauds porte sur l'adoption de la fête nationale de l'Acadie, les délégués hésitant entre le 24 juin, fête nationale des Canadiens français et le 15 août, jour de l'Assomption ; devant l'insistance de Marcel-François Richard en faveur d'une fête spécifiquement acadienne, les délégués choisissent finalement la seconde option.

## Fondation de la Société nationale de l'Acadie
Selon la tradition, la Société nationale de l'Acadie est née lors de la première convention nationale. Il n'existe pourtant aucune preuve de cette fondation, comparativement aux débats de la convention, qui sont très bien documentés. Il n'en est pas non plus fait allusion dans les documents de la deuxième convention de Miscouche, en 1884. Fernand Robidoux, dans son recueil de documents sur les conventions publié en 1907, ne mentionnent d'ailleurs pas la création de cet organisme. Une note manuscrite de Clément Cormier, conservée dans les archives de la société, mentionne toutefois qu'elle fut fondée en 1881 à Memramcook mais qu'il est difficile d'en trouver trace. Il change d'avis dans son historique de la SNA publié en 1965, où il affirme qu'elle fut fondée plusieurs années plus tard. L'ouvrage de Fernand Robidoux fait toutefois allusion à la troisième convention de Pointe-de-l'Église, en 1890, où les délégués décident de la structure de l'organisme. Fernand Robidoux cite également Pascal Poirier, qui affirme que la société n'existait pas encore en 1890. Les historiens Gérard Beaulieu et Maurice Basque affirment qu'elle est créée à la convention nationale de Pointe-de-l'Église, en 1890, tandis que Richard Wilbur affirme qu'elle est fondée en 1889 afin d'organiser celle-ci. Quoi qu'il en soit, la première mention de la Société de l'Assomption, le nom d'origine de la Société nationale de l'Acadie, date de 1890.

## Postérité

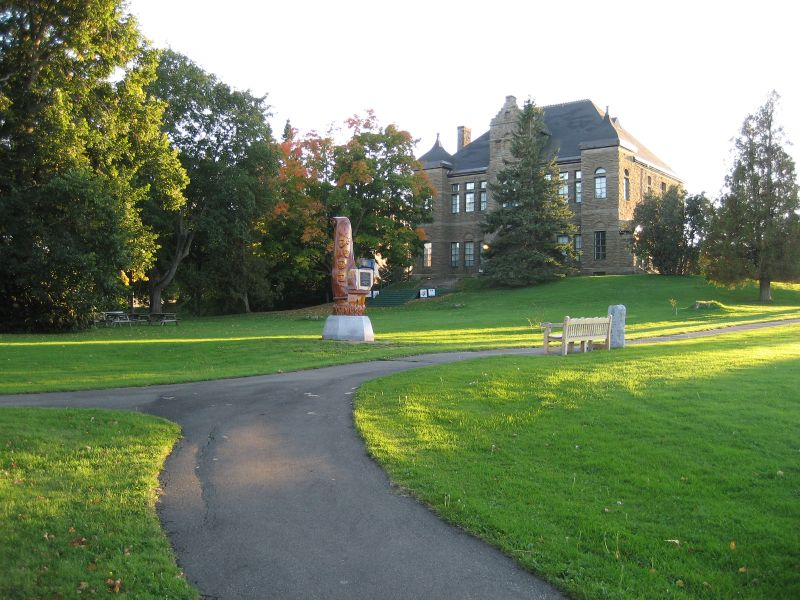
La sculpture de Monette Léger.

Une plaque au centre du village commémore l'événement. Un monument sculpté par Monette Léger est installé en 2006 devant le Monument Lefebvre. Le premier des quatre tableaux formant Les Grandes heures du peuple acadien, peint par l'artiste Claude Picard entre 2001 et 2005, représente la convention; l'œuvre est exposée au Musée acadien de l'Île-du-Prince-Édouard, à Miscouche